# Condado de Albemarle
O Condado de Albemarle é um dos 95 condados do Estado americano de Virgínia. A sede do condado é Charlottesville, e sua maior cidade é Charlottesville. O condado possui uma área de 1 881 km² (dos quais 9 km² estão cobertos por água), uma população de 79 236 habitantes, e uma densidade populacional de 42 hab/km² (segundo o censo nacional de 2000). O condado foi fundado em 1774.